# Regionförbundet Sörmland
Regionförbundet Sörmland var ett kommunalförbund och ett regionalt samverkansorgan. Förbundskontoret fanns i Nyköping med ett 20-tal fast anställda och ett antal projektanställda. Arbetsområdena var regional samverkan inom trafik och infrastruktur, näringsliv och entreprenörskap, kompetensutveckling och arbetskraftstillgång samt miljö- och klimatfrågor. 

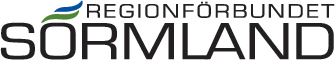
Regionförbundet Sörmlands logotyp

Internationalisering, hållbar utveckling och ungdomars värderingar är perspektiv som genomsyrar verksamheten. Regionförbundet Sörmland verkställer även regionala uppdrag från staten och utser eller nominerar representanter i regionala samverkansorgan inom de uppgiftsområden som regionförbundet har. 
Medlemmar i Regionförbundet Sörmland var Landstinget Sörmland och de nio kommunerna i länet: Eskilstuna, Flen, Gnesta, Katrineholm, Nyköping, Oxelösund, Strängnäs, Trosa och Vingåker. Regionförbundets högsta beslutande organ är regionstyrelsen med 33 ledamöter och lika många ersättare från medlemmarna. 
1 januari 2019 uppgick verksamheten i det nybildade Region Sörmland. 